# 毕妍
毕妍（1984年2月17日—），出生于辽宁大连，中国足球运动员，中国国家女子足球队成员。她曾参加2002年亚洲运动会和2006年亚洲运动会，两届赛事分别获得一枚银牌和一枚铜牌。

## 外部連結
- 毕妍在国际奥林匹克委员会的资料
- Yahoo!的个人资料 （页面存档备份，存于） 体育 （页面存档备份，存于）